# Carl Rosenblad

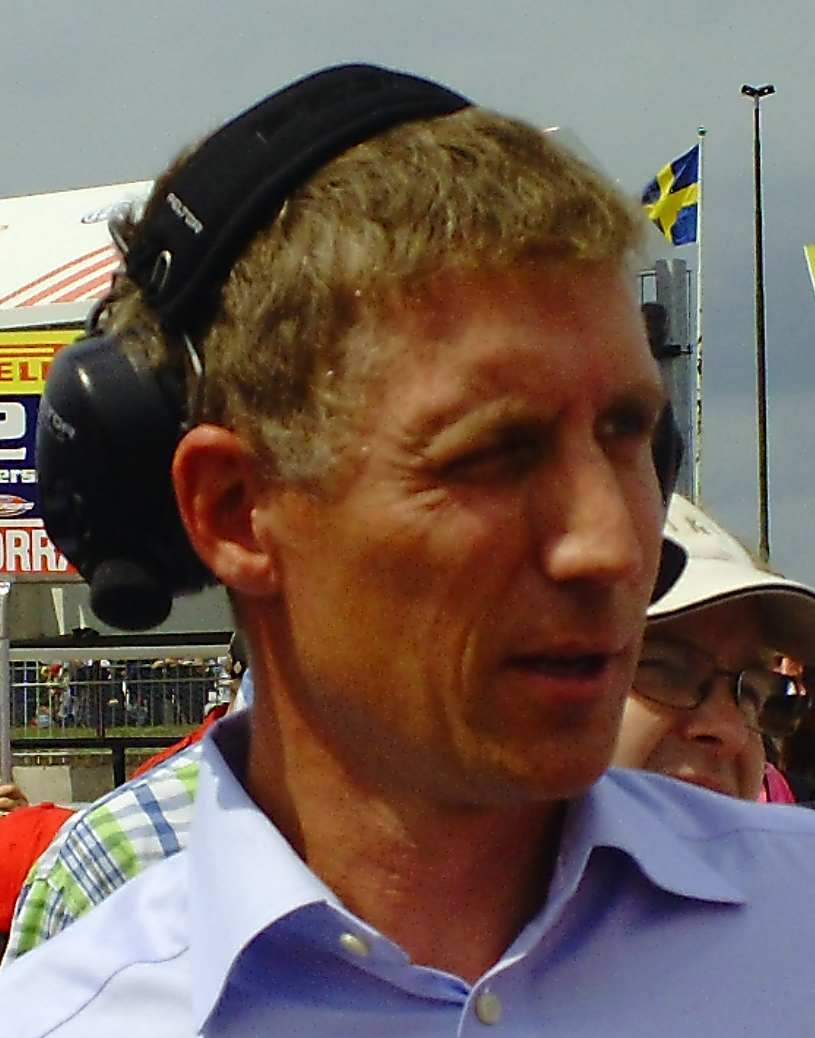
Carl Rosenblad, 2011

Carl Gustav Julius „Calle“ Rosenblad (* 28. April 1969 in Västervik) ist ein ehemaliger schwedischer Autorennfahrer.

## Karriere
Carl Rosenblad begann seine Rennkarriere 1990 in der schwedischen Formel-Opel-Meisterschaft und blieb fünf Saisons in dieser Rennserie. 1996 wechselte er in die Formel 3000, stieg jedoch Ende des Jahres wegen anhaltender Erfolglosigkeit wieder aus. Ohne die im modernen Motorsport notwendigen Sponsorgelder hatte es der Schwede schwer, im internationalen Motorsport langfristig Fuß zu fassen. Schon 1994 war er in die Interserie ausgewichen, die zu diesem Zeitpunkt ihre beste Zeit schon lange hinter sich hatte und es mit ausrangierten und umgebauten ehemaligen Formel-1-Rennwagen möglich machte, Motorsport mit weniger finanziellem Aufwand zu betreiben. 1994 wurde mit einem Footwork FA11 Dritter beim Wertungslauf in Most.
1995 und 1996 – da gab er sein Debüt beim 24-Stunden-Rennen von Daytona und beim 24-Stunden-Rennen von Le Mans – hatte sich Rosenblad im Touren- und Sportwagensport einen guten Namen gemacht und erhielt 1997 einen Werksvertrag bei Kremer Racing. 1998 wechselte er zu Larbre Compétition und wurde Gesamtdritter beim Langstreckenrennen in Daytona und ging in der FIA-GT-Meisterschaft an den Start. Parallel dazu fuhr er einen Nissan Primera in der schwedischen Tourenwagen-Meisterschaft.
Bis 2007 war er achtmal in Le Mans engagiert und bestritt 2005 eine Saison und 2007 einzelne Rennen in der Tourenwagen-Weltmeisterschaft. Sein letzter Erfolg war der zweite Gesamtrang im Maserati MC12 GT1 des Vitaphone Racing Teams beim 24-Stunden-Rennen von Spa-Francorchamps 2009.

## Statistik

### Le-Mans-Ergebnisse
| Jahr | Team                       | Fahrzeug             | Teamkollege        | Teamkollege          | Platzierung | Ausfallgrund     |
| ---- | -------------------------- | -------------------- | ------------------ | -------------------- | ----------- | ---------------- |
| 1996 | Ennea SRL Igol             | Ferrari F40 GTE      | Luciano della Noce | Anders Olofsson      | Ausfall     | Motorschaden     |
| 1997 | Kremer Racing              | Kremer K8 Spyder     | Jürgen Lässig      | Tomás Saldaña        | Ausfall     | Motorschaden     |
| 1998 | Société Larbre Compétition | Porsche 911 GT2      | Robin Donovan      | Jean-Pierre Jarier   | Ausfall     | Kraftübertragung |
| 1999 | Riley & Scott Europe       | Riley & Scott Mk III | Marco Apicella     | Shane Lewis          | Ausfall     | Motorschaden     |
| 2001 | Paul Belmondo Racing       | Chrysler Viper GTS-R | Vincent Vosse      | Vanina Ickx          | Ausfall     | Unfall           |
| 2002 | Larbre Compétition         | Chrysler Viper GTS-R | Jean-Luc Chéreau   | Jean-Claude Lagniez  | Rang 25     |                  |
| 2003 | Courage Compétition        | Courage C65          | David Hallyday     | Philippe Alliot      | Ausfall     | Ventilschaden    |
| 2007 | G.P.C. Sports              | Ferrari F430 GT2     | Matthew Marsh      | Jesús Diéz Villaroel | Ausfall     | Aufhängung       |